# José Fernández (peruwiański piłkarz)
José Fernández, właśc. José Antonio Fernández Santini (ur. 14 lutego 1939 w San Vicente de Cañete) – peruwiański piłkarz występujący na pozycji obrońcy oraz trener.

## Kariera klubowa
W swojej karierze Fernández reprezentował barwy zespołów Universitario de Deportes, Chorrillos oraz Defensor Lima. Jako zawodnik Universitario  sześciokrotnie zdobył mistrzostwo Peru (1959, 1960, 1964, 1966, 1967, 1969). Jedno mistrzostwo wywalczył też z Defensorem (1973).

## Kariera reprezentacyjna
W reprezentacji Peru Fernández grał w latach 1959–1973. W 1970 roku został powołany do kadry na mistrzostwa świata. Zagrał na nich jedynie w przegranym 2:4 ćwierćfinałowym meczu z Brazylią.